# Estrela OH/IR
Uma estrela OH/IR é uma estrela do ramo gigante assimptótico (asymptotic giant branch – AGB) que mostra forte emissão de maser OH e é, de forma pouco usual, brilhante em comprimentos de onda próximos ao infravermelho.
Nos últimos estágios da evolução AGB, a estrela desenvolve um supervento, com perda extrema de massa. O gás no vento estelar condensa quando se resfria longe da estrela, formando moléculas como água (H2O) e monóxido de silício (SiO). Isto pode formar grãos de poeira, na maior parte silicatos, que obscurecem a estrela em comprimentos de onda menores, levando a uma forte fonte de infravermelho. Radicais hidroxila (OH) podem ser produzidos por fotodissociação ou por dissociação colisional.
H2O e OH podem ser bombeados para produzir a emissão de maser. Masers OH em particular podem gerar uma poderosa ação de maser a 1612 MHz e isto é visto como uma característica definidora para as estrelas OH/IR. Muitas outras estrelas AGB, como as variáveis Mira, mostram masers OH mais fracos em outros comprimentos de onda, como 1667 MHz ou 22 MHz.